# Алкипа
Алкипа (грч. Ἀλκίππη) је у грчкој митологији било име више личности.

## Митологија
- Била је једна од Алкионида, кћерки гиганта Алкионеја. Њено име у преводу означава снажног коња.[1]
- Била је кћерка Ареја и Аглауре, коју је Халиротије желео да силује, али га је Ареј убио. Због тога је Ареју суђено и то је било прво суђење у историји. Суђење се десило на брду близу атинског Акропоља, названом по Ареју, Ареопаг. Ареја су други олимпијски богови ослободили кривице.[2][3]
- Према Аполодору, Дедалова мајка, кога је добила са Еупаламом.[4]
- У Хомеровој „Одисеји“, Алкипа је била Хеленина слушкиња, у време након тројанског рата, када је Телемах дошао на Менелајев двор у Спарти како би добио информације о свом оцу Одисеју. Алкипа је радила на тепиху од вуне за Хелену, док су друге слушкиње биле задужене за друге послове.[4]
- Кћерка краља Еномаја, која се удала за Евена, Херакловог или Арејевог сина и са њим имала кћерку Марпесу.[4]
- Амазонка, чија је краљица била Хиполита и која се заветовала да ће остати девица. Била је девета Амазонка коју је Херакле убио у појединачној борби, а уједно и последња, јер су након њене смрти Амазонке напале пуном силом.[5][6]
- Према Плутарху, девојка (која је можда била кћерка Хермеса и Окироје), која је не знајући водила љубав са својим братом Каиком. Када је схватио шта је урадио, Каик се бацио у реку која је добила име по њему.[7]